# Mamadou Sy
Mamadou Sy (* 7. Januar 1993) ist ein französischer American-Football-Spieler auf der Position des Defensive Tackles.

## Werdegang
Sy begann 2008 in der Jugend von Flash de La Courneuve mit dem American Football. In seiner letzten Juniorensaison im Jahr 2012 gewann er mit Flash die französische U19-Meisterschaft. Darüber hinaus war er Teil der französischen Junioren-Nationalmannschaft bei der U19-Weltmeisterschaft in Texas. 2013 wurde er in seiner ersten Herrensaison mit Flash Vizemeister. Anschließend debütierte er gegen Russland in der Nationalmannschaft.
Zur GFL-Saison 2014 wechselte Sy zu den Berlin Adlern in die GFL. Dort führte er sein Team mit 15 Tackles für Raumverlust und neun Sacks in beiden Kategorien an. Mit den Adlern gewann Sy den Eurobowl XXVIII. Bei der Europameisterschaft 2014 belegte er als Teil der französischen Nationalmannschaft den Bronzerang. Für die folgende GFL-Saison wurde Sy von den New Yorker Lions aus Braunschweig verpflichtet. Dort trug er als Stammspieler zum Gewinn des German Bowl XXXVII und des Eurobowl XXIX bei. 2015 nahm er für Frankreich an der Weltmeisterschaft 2015 teil. Sy lief auch 2016 für die Lions auf und verteidigte sowohl den deutschen Meistertitel als auch den Sieg im Eurobowl. In den zwei Jahren bei den Lions verzeichnete er 105 Tackles, davon 45 für Raumverlust und 19 Sacks, sowie vier Pass-Break-ups in 29 GFL-Spielen.
2017 kehrte Sy nach Frankreich zurück, um für die Black Panthers de Thonon zu spielen. Er unterlag mit den Black Panthers seinem ehemaligen Team, La Courneuve Flash, im Casque de diamant. Auf internationaler Ebene waren die Black Panthers hingegen mit dem Sieg im EFL-Bowl IV erfolgreich. Zur GFL-Saison 2018 schloss sich Sy den Berlin Rebels an. Nach der Saison wurde er in das GFL Nord All-Star Team gewählt, nachdem er sein Team in Tackles für Raumverlust (14) und Sacks (8) angeführt hatte. Für die folgende Saison wurde Sy von den Hildesheim Invaders verpflichtet. Erneut wurde er in das GFL Nord All-Star Team gewählt.
Während der Premierensaison der European League of Football (ELF) unterschrieb Sy einen Vertrag bei der Frankfurt Galaxy um Head Coach Thomas Kösling und kam anschließend in den verbleibenden drei regulären Saisonspielen zum Einsatz. Mit der Galaxy erreichte er das ELF Championship Game in Düsseldorf, das die Frankfurter mit 32:30 gegen die Hamburg Sea Devils gewannen. Im Finale verzeichnete er drei Tackles, davon einen für Raumverlust. In der Saison 2022 war Sy von Beginn an Teil der Galaxy. In der regulären Saison stand er zweimal in der Startformation. In insgesamt zwölf Einsätzen erzielte Sy 18 Tackles, vier Tackles für Raumverlust und einen Sack. Zudem wehrte er zwei Pässe ab und blockte einen Kick. Am 10. November 2022 wurde Sy gemeinsam mit dem Offensive Lineman Mamoudou Doumbouya als erster Spieler des neu gegründeten ELF-Franchise Paris Musketeers vorgestellt.

## Statistiken

### German Football League
| Jahr                    | Team                | Spiele | Tackles | Tackles | Tackles | Tackles | Tackles | Passverteidigung | Passverteidigung | Passverteidigung | Passverteidigung | Fumbles | Fumbles | Fumbles |
| Jahr                    | Team                | Spiele | Total   | Solo    | Ast     | TFL     | Sack    | INT              | Yds              | TD               | BrUp             | FF      | FR      | TD      |
| ----------------------- | ------------------- | ------ | ------- | ------- | ------- | ------- | ------- | ---------------- | ---------------- | ---------------- | ---------------- | ------- | ------- | ------- |
| German Football League  |                     |        |         |         |         |         |         |                  |                  |                  |                  |         |         |         |
| 2014                    | Berlin Adler        | 10     | 035     | 019     | 016     | 15      | 09      | 0                | 0                | 0                | 1                | 0       | 0       | 0       |
| 2015                    | New Yorker Lions    | 15     | 057     | 028     | 029     | 32      | 10      | 0                | 0                | 0                | 1                | 0       | 0       | 0       |
| 2016                    | New Yorker Lions    | 14     | 048     | 031     | 017     | 13      | 09      | 0                | 0                | 0                | 3                | 0       | 0       | 0       |
| 2018                    | Berlin Rebels       | 14     | 048     | 031     | 017     | 14      | 08      | 0                | 0                | 0                | 1                | 1       | 1       | 0       |
| 2019                    | Hildesheim Invaders | 15     | 044     | 022     | 022     | 12      | 05      | 0                | 0                | 0                | 1                | 0       | 0       | 0       |
| ELF Gesamt              | ELF Gesamt          | 68     | 232     | 131     | 101     | 86      | 41      | 0                | 0                | 0                | 7                | 1       | 1       | 0       |
| Quellen: stats.gfl.info |                     |        |         |         |         |         |         |                  |                  |                  |                  |         |         |         |

### European League of Football
| Jahr                            | Team             | Spiele | Starts | Tackles | Tackles | Tackles | Tackles | Tackles | Passverteidigung | Passverteidigung | Passverteidigung | Passverteidigung | Fumbles | Fumbles | Fumbles |
| Jahr                            | Team             | Spiele | Starts | Total   | Solo    | Ast     | TFL     | Sack    | INT              | Yds              | TD               | BrUp             | FF      | FR      | TD      |
| ------------------------------- | ---------------- | ------ | ------ | ------- | ------- | ------- | ------- | ------- | ---------------- | ---------------- | ---------------- | ---------------- | ------- | ------- | ------- |
| European League of Football     |                  |        |        |         |         |         |         |         |                  |                  |                  |                  |         |         |         |
| 2021                            | Frankfurt Galaxy | 03     | 0      | 03      | 01      | 02      | 0,0     | 0,0     | 0                | 0                | 0                | 0                | 0       | 0       | 0       |
| 2022                            | Frankfurt Galaxy | 12     | 2      | 18      | 07      | 11      | 4,0     | 1,0     | 0                | 0                | 0                | 2                | 0       | 1       | 0       |
| 2023                            | Paris Musketeers | 11     | 5      | 24      | 07      | 17      | 2,5     | 0,5     | 0                | 0                | 0                | 1                | 0       | 1       | 0       |
| ELF Gesamt                      | ELF Gesamt       | 26     | 7      | 45      | 15      | 30      | 6,5     | 1,5     | 0                | 0                | 0                | 3                | 0       | 2       | 0       |
| Quellen: sportsmetrics.football |                  |        |        |         |         |         |         |         |                  |                  |                  |                  |         |         |         |

| Jahr                                   | Team             | Spiele | Starts | Tackles | Tackles | Tackles | Tackles | Tackles | Passverteidigung | Passverteidigung | Passverteidigung | Passverteidigung | Fumbles | Fumbles | Fumbles |
| Jahr                                   | Team             | Spiele | Starts | Total   | Solo    | Ast     | TFL     | Sack    | INT              | Yds              | TD               | BrUp             | FF      | FR      | TD      |
| -------------------------------------- | ---------------- | ------ | ------ | ------- | ------- | ------- | ------- | ------- | ---------------- | ---------------- | ---------------- | ---------------- | ------- | ------- | ------- |
| European League of Football            |                  |        |        |         |         |         |         |         |                  |                  |                  |                  |         |         |         |
| 2021                                   | Frankfurt Galaxy | 02     | 0      | 05      | 01      | 04      | 0,5     | 0,0     | 0                | 0                | 0                | 0                | 0       | 0       | 0       |
| ELF Gesamt                             | ELF Gesamt       | 02     | 0      | 05      | 01      | 04      | 0,5     | 0,0     | 0                | 0                | 0                | 0                | 0       | 0       | 0       |
| Quellen: stats.europeanleague.football |                  |        |        |         |         |         |         |         |                  |                  |                  |                  |         |         |         |